# 羅恩·斯塔尼福斯
羅納德“羅恩”·斯塔尼福斯（英語：Ron Staniforth，1924年4月13日－1988年10月）是一位英格蘭足球運動員，被形容是一位高大、文雅的邊後衛。他在右翼的強烈進攻意識有時會令球迷膽戰心驚，但對手更要為此而擔憂。
他從皇家海軍退役後成為了一名牛奶工人，並在地區聯賽踢球。他在22歲才與史托港簽下職業足球合同。史托港領隊在1952年轉到哈特斯菲爾德執教，斯塔尼福斯也跟隨他轉會到哈特斯菲爾德。當時的哈特斯菲爾德剛剛降級，他與其他的防守球員都打滿整個賽季的所有比賽，球隊以第二名的成績重返甲級聯賽。
重返甲級聯賽的哈特斯菲爾德延續了強勁的勢頭，挑戰冠軍寶座。斯塔尼福斯在1954年代表英格蘭上陣了八次，其中三次是在世界盃。他在惡名昭彰的1-7大敗予匈牙利的比賽裡也登場，但這並沒有令他失去了繼續代表英格蘭的機會。
1955年，哈特斯菲爾德的球員日漸年長引起了關注。同年7月，哈特斯菲爾德以斯塔尼福斯及另一位球員羅伊·夏納（Roy Shiner）向錫周三交換相對年輕的托尼·康韋爾（Tony Conwell）及傑基·馬里奧特（Jackie Marriott）。
31歲的斯塔尼福斯來到錫周三就像當年來到哈特斯菲爾德的情境一樣，錫周三剛剛從甲級聯賽降級，他在加盟首季便協助球隊重返甲級聯賽。他在哈特斯菲爾德的前隊友、後衛zh-hans:唐·麦克沃伊;zh-hk:當·麥伊維（Don McEvoy）也來了錫周三。斯塔尼福斯在錫周三的四個球季以來合共上陣102次，期間球隊經歷了兩次升級及一次降級。
1959年10月，他擔任巴羅球員兼領隊，麥克沃伊在其後也來到他的麾下踢球。他在執教了38場比賽後掛靴，並在1964年辭職。
他在1988年10月逝世，享年64歲。

## 註腳
1. ↑  （英文）. Sabotage Times.   [2012-07-12]. （原始内容存档于2011-12-31）.
2. ↑  （英文）. 11v11.com.   [2012-07-13]. （原始内容存档于2016-03-04）.